# Carrot River (Saskatchewan River)
Der Carrot River ist ein 634 km langer rechter Nebenfluss des Saskatchewan River in den kanadischen Provinzen Saskatchewan und Manitoba.

## Verlauf
Der Carrot River bildet den Abfluss des Wakaw Lake im Osten von Saskatchewan. Er fließt in überwiegend ostnordöstlicher Richtung. Er passiert die Orte Kinistino und Carrot River. Schließlich mündet der Fluss 3 km westlich von The Pas in den Saskatchewan River. Der Carrot River entwässert ein relativ großes Areal im Nordosten von Saskatchewan und sammelt das Wasser zahlreicher kleinerer Flüsse. Während der Schneeschmelze und während niederschlagsreichen Perioden kommt es immer wieder zu Hochwasser und Überflutungen am Unterlauf des Carrot River.